# Combat de Tombouctou (20-21 mars 2013)
Pour les articles homonymes, voir Combat de Tombouctou.
Guerre du Mali
Batailles
Le combat de Tombouctou se déroule lors de la guerre du Mali. Le 20 mars 2013, un groupe de combattants islamistes attaque l'aéroport.

## Forces en présence
La ville de Tombouctou est tenue par l'armée malienne tandis que l'armée française défend l'aéroport. Les troupes françaises sont constituées de 150 soldats du 1er régiment d'infanterie de marine (1er RIMa), une équipe FAC (Forward Air Controller) du 11e régiment d'artillerie de marine (11e RAMa) ainsi que quatre soldats spécialisés dans le renseignement d'origine humaine (ROHUM) de la BRB du camp de La Valbonne. 
De leur côté, les djihadistes engagent une cinquantaine de combattants dans l'attaque selon le Ministère français de la Défense. Pour Jean-Christophe Notin, les militaires français estiment à une centaine le nombre des assaillants. L'attaque est lancée depuis Bamba, à l'ouest de Bourem.

## Déroulement
L'attaque des djihadistes commence le soir du 20 mars 2013, à 22 h 19. Un kamikaze se porte avec une voiture piégée, feux éteints, sur une route au sud de l'aéroport de Tombouctou. Camouflé aux couleurs de l'armée malienne, le véhicule arrive à proximité d'un check point tenu par des soldats maliens. Le kamikaze provoque l'explosion qui blesse trois soldats dont un mortellement,,,.
Peu après, une trentaine de djihadistes franchissent le canal Mouamar Kadhafi et attaquent l'aéroport à l'est. Le combat s'engage à 22 h 45, mais les Français ont édifié des retranchements et les véhicules sont dissimulés dans des trous creusés à la pelleteuse. La fusillade dure plusieurs heures.
Pendant ce temps, les troupes maliennes sortent de Tombouctou pour venir en aide aux Français, mais ils se heurtent à un autre groupe de djihadistes postés en couverture. Trois occupants d'un véhicule malien sont également blessés par erreur par d'autres militaires. Les Français demandent alors aux Maliens de se replier afin d'éviter d'autres tirs fratricides,,.
À 1 heure du matin, deux avions Mirage 2000D interviennent pour appuyer les troupes au sol. Les djihadistes battent alors en retraite et refranchissent le canal, en emmenant avec eux leurs morts et leurs blessés.
Les djihadistes repartent à l'assaut à 3 heures du matin mais ils sont une nouvelle fois contenus. Les combats baissent d'intensité après quatre heures du matin et prennent fin trois heures plus tard dans la zone de l'aéroport.  À l'aube, quelques kamikazes s'élancent en direction des soldats français, et tentent d'actionner leurs ceintures d'explosifs, mais sans succès. Le reste des djihadistes abandonne le combat et bat en retraite.

## Pertes
Le lendemain du combat, l'attaque est revendiquée par le MUJAO, par la voix de son porte-parole officiel Adnane Abou Walid Al-Sahraoui. Cependant selon les Français, l'attaque a été commise en réalité par des hommes d'AQMI.
D'après l'armée française, au moins quatre soldats maliens sont blessés lors du combat et un autre est tué par l'attaque-suicide. Selon le capitaine malien Modibo Nama Traoré, de la DIRPA, les blessés sont au nombre de huit. Trois d'entre eux ont été touchés par l'explosion du kamikaze, dont un mortellement et trois autres ont été atteints par des tirs fratricides. 
Selon l'état-major des armées, une dizaine d'assaillants ont été tués lors du combat,. Des témoins maliens font mention d'au moins 5 morts, dont deux portaient des ceintures d'explosifs. Plus précisément, seuls cinq corps sont retrouvés par les soldats français, mais ces derniers estiment avoir tué six djihadistes de plus.
Les Français ne déplorent ni mort ni blessé, plusieurs véhicules sont en revanche endommagés,,.